# Mecklenburgisches Landestheater Parchim
Das Mecklenburgische Landestheater Parchim war ein Schauspielhaus in Parchim in Mecklenburg-Vorpommern. Im Jahr 2016 wurde das ehemalige Landestheater mit dem Mecklenburgischen Staatstheater fusioniert und zur Sparte des Kinder- und Jugendtheaters „Junges Staatstheater Parchim“ ernannt.

## Geschichte
1945 wurde das Theater im ehemaligen Hotel Graf Moltke (Blutstraße 16) als Bunte Bühne gegründet und eröffnete unter der Leitung von Rolf Roeder mit einem Kabarettprogramm „Tante Lene – hü – hü“. Im Oktober 1948 wurde die Bühne nach einer kurzen Umbauphase als Parchimer Kreistheater unter der Leitung von Fred Sabo mit Lessings Nathan der Weise wiedereröffnet. Nachdem 1949 das Theaterensemble in Ludwigslust als Folge eines Theaterbrands von 1947 endgültig aufgelöst wurde, siedelte ein Teil des dortigen Ensembles an das nun Landestheater Parchim genannte Theater über. Zu DDR-Zeiten war das Parchimer Haus ein Mehrspartentheater und bot mit einem eigenen Sängerensemble und einem kleinen Orchester auch Musiktheatervorstellungen an.
Seit Juni 1990 heißt das Theater Mecklenburgisches Landestheater Parchim. Nach 1990 wurde die Musiktheatersparte geschlossen; das Theater hat seither nur noch ein Schauspielensemble. Neben Schauspielen für Erwachsene legt das Theater einen besonderen Schwerpunkt auf Vorstellungen für Kinder, Jugendliche und Familien. Im 2006 gegründeten Jugendtheaterclub des Theaters stehen Jugendliche auch selbst auf der Bühne.
Im Januar 2014 wurde der große Saal sowie der Malsaal des Theaters aufgrund Bautechnischer Mängel gesperrt. Derzeit spielt das Theater in der Stadthalle Parchim, der Remise im Landratsamt sowie in der Theatergaststätte. Außerdem ist das Theater auch im Landkreis an unterschiedlichen Standorten unterwegs. Ein neues Haus ist für 2016 in der ehemaligen Elde-Mühle vorgesehen, das Land hat hierfür 5 Millionen Euro zur Verfügung gestellt.
Im Zuge der Theaterreform fusionierte das „Mecklenburgische Landestheater Parchim“ mit dem „Schweriner Staatstheater“ zur „Mecklenburgisches Staatstheater gGmbH“; die Fusion trat zum 1. August 2016 in Kraft. Hierbei übernahm das Land 74,9 %, Schwerin und der Kreis Ludwigslust-Parchim je 10 % sowie die Stadt Parchim 5,1 %. Das bisherige Parchimer Theater führt seither den Namen „Junges Staatstheater Parchim“, die Leitung in Parchim hat Thomas-Ott-Albrecht, die Generalintendanz übernahm damals Lars Tietje.
Heute gehören sechs Schauspieler zum Ensemble (Stand: 2024).

## Spielstätten
Die Große Bühne des Theaters Parchim im denkmalgeschützten ehemaligen „Hotel Graf Moltke“ bietet 289 Zuschauern Platz, der Malsaal (ehemals Malersaal des Theaters) hat 90 Plätze. Auch in der Theatergaststätte mit 50 Plätzen finden Vorstellungen statt.
Im April 2017 wurde bekannt gegeben, dass die Parchimer Elde-Wassermühle als neue feste Spielstätte des Theaters ausgebaut wird. Die Baumaßnahmen sollen neben Spenden und Kreis- und Stadtmitteln nach einer Förderzusage mit etwa 5 Millionen Euro durch Landesmittel kofinanziert werden. Sie sind Bestandteil der Fusion mit dem Staatstheater Schwerin. Ende 2017 sollen die nötigen Ausschreibungen folgen.
Von Anfang an spielte das Theater nicht nur im Stammhaus, sondern gab als Landesbühne auch Gastspiele an zahlreichen Abstecherorten, u. a. in Ludwigslust und im Kulturhaus Mestlin. In Koproduktionen arbeitet das Landestheater Parchim u. a. mit dem Volkstheater Rostock zusammen.
Seit dem Mai 2023 ist die Kulturmühle Parchim die neue Spielstätte des Theaters.